# Овсеп II (католикос)
Овсеп II — 35-й глава алуанского католикосата Армянской апостольской церкви, пробыл на должности 25 лет, сменив прошлого католикоса Давида IV.
Был из епископства Мец Куенк, «и на третьем году его святительства совершилось трёхсотлетие армянского летоисчисления».